# Épisodes de The Brave
Cet article présente le guide des épisodes de la série télévisée américaine The Brave.

## Généralités
- Aux États-Unis, cette saison est diffusée depuis le 25 septembre 2017 sur le réseau NBC.
- Au Canada, la saison est diffusée en simultané sur le réseau Global[1].

## Distribution

### Acteurs principaux
- Anne Heche : Patricia Campbell, directrice de la Defense Intelligence Agency
- Mike Vogel : Capitaine Adam Dalton, ancien Delta Force
- Demetrius Grosse (en) : CPO Ezekiel « Preach » Carter, ancien SEAL
- Natacha Karam : Sergente Jasmine « Jaz » Khan, la sniper du groupe
- Noah Mills : Sergent Joseph J. « McG » McGuire, le média de l'équipe
- Hadi Tabbal : agent Amir Al-Raisani, intelligence
- Sofia Pernas : Hannah Archer, analyste au DIA
- Tate Ellington : Noah Morgenthau, analyste au DIA

### Acteurs récurrents et invités
- Bahram Khosraviani : Qassem Javad

## Épisodes

### Épisode 1:Exfiltration
- États-Unis /  Canada : 25 septembre 2017 sur NBC[2] / Global
- France : 19 juillet 2018 sur Altice Studio[3]

- États-Unis : 5,96 millions de téléspectateurs[4] (première diffusion)
- Canada : 1,273 million de téléspectateurs[5] (première diffusion + différé 7 jours)

### Épisode 2:Exfiltration en Ukraine
- États-Unis /  Canada : 2 octobre 2017 sur NBC / Global
- France : 19 juillet 2018 sur Altice Studio

- États-Unis : 5,17 millions de téléspectateurs[6] (première diffusion)
- Canada : 1,217 million de téléspectateurs[7] (première diffusion + différé 7 jours)

### Épisode 3: Dans l'intérêt général
- États-Unis /  Canada : 9 octobre 2017 sur NBC / Global

- États-Unis : 5,14 millions de téléspectateurs[8] (première diffusion)

### Épisode 4: L'évasion
- États-Unis /  Canada : 16 octobre 2017 sur NBC / Global

- États-Unis : 4,97 millions de téléspectateurs[9] (première diffusion)

### Épisode 5: Protection renforcée
- États-Unis /  Canada : 23 octobre 2017 sur NBC / Global

- États-Unis : 5,19 millions de téléspectateurs[10] (première diffusion)
- Canada : 1,114 million de téléspectateurs[11] (première diffusion + différé 7 jours)

### Épisode 6: Exfiltration à Séville
- États-Unis /  Canada : 30 octobre 2017 sur NBC / Global

- États-Unis : 4,55 millions de téléspectateurs[12] (première diffusion)
- Canada : 1,017 million de téléspectateurs[13] (première diffusion + différé 7 jours)

### Épisode 7: Sous couverture
- États-Unis /  Canada : 6 novembre 2017 sur NBC / Global

- États-Unis : 5,18 millions de téléspectateurs[14] (première diffusion)

### Épisode 8: Un drone à la frontière
- États-Unis /  Canada : 13 novembre 2017 sur NBC / Global

- États-Unis : 5,03 millions de téléspectateurs[15] (première diffusion)
- Canada : 958 000 téléspectateurs[16] (première diffusion + différé 7 jours)

### Épisode 9: Une mission qui tourne mal
- États-Unis /  Canada : 20 novembre 2017 sur NBC / Global

- États-Unis : 4,66 millions de téléspectateurs[17] (première diffusion)
- Canada : 1,156 million de téléspectateurs[18] (première diffusion + différé 7 jours)

### Épisode 10: Mesures désespérées
- États-Unis /  Canada : 8 janvier 2018 sur NBC / Global

- États-Unis : 2,93 millions de téléspectateurs[19] (première diffusion)

### Épisode 11: Cloué au sol
- États-Unis /  Canada : 15 janvier 2018 sur NBC / Global

- États-Unis : 3,95 millions de téléspectateurs[20] (première diffusion)
- Canada : 1 million de téléspectateurs[21] (première diffusion + différé 7 jours)

### Épisode 12: Le revenant
- États-Unis /  Canada : 22 janvier 2018 sur NBC / Global

- États-Unis : 3,40 millions de téléspectateurs[22] (première diffusion)
- Canada : 977 000 téléspectateurs[23] (première diffusion + différé 7 jours)

### Épisode 13: Patricia versus Hoffman
- États-Unis /  Canada : 29 janvier 2018 sur NBC / Global

- États-Unis : 3,9 millions de téléspectateurs[24] (première diffusion)